# 숲의 요정 페어리루
《숲의 요정 페어리루》는 산리오와 세가 토이즈가 공동 개발한 미디어 믹스이다.

## 개요
《쥬얼 펫》에 이은 산리오와 세가토이즈의 공동 개발 프로젝트 제2탄으로, 2015년 12월 11일에 발표됐다.

## 줄거리
요정의 종 페어리루 씨앗에서 태어난 페어리루라고 불리는 요정들이 사는 세계 리틀 페어리루를 무대로, 플라워 페어리루의 리프와 친구들의 일상을 그린 이야기.

## 리틀 페어리루
리틀 페어리루란 페어리루들이 살고 있는 세계이다.
페어리루 시드(フェアリルシード) / 페어리루 씨앗
페어리루 씨앗에서 피는 씨앗.
베이비 페어리루(ベイビーフェアリル) / 아기 페어리루
페어리루의 아기. 태어났을 때부터 각각의 페어리루 열쇠를 몸에 지니고 있으며, 태어나서 바로 어린이의 모습으로 성장.어린이의 모습으로 성장하려면 각자의 문을 열고 나와야 성장한 모습으로 변한다.
페어리루 매직(フェアリルマジック) / 페어리루 마법
페어리루들이 사용하는 마법으로 주문은 「리루리루 페어리루(リルリルフェアリル)」.
세인트 페어리루 스쿨(セイントフェアリルスクール)
리프 일행들이 다니는 학교.
매지컬 페어리루 스쿨(マジカルフェアリルスクール) / 매지컬 페어리루 학교
제2기에서 리프와 친구들이 다니는 새로운 학교.
샤보리루(シャボリル)/버블리루
리틀 페어리루의 전설적인 스포츠. 모티브가 축구.
빅 휴머루(ビッグヒューマル)
페어리루는 인간을 휴머루, 인간이 사는 세계를 빅 휴머루. 리틀 페어리루는 페어리루 문을 통해서 연결.
해피네루 비즈(フェアリルビジュー) / 페어리루 비즈
학교에서선생님들이 상으로 주는 작은 보석.
많이 모으면 좋은일이 생긴다.주는 선생님 마다 각각 형태가 다르다.
데트와루 비즈(デトワルビジュー)/데트와르 비즈
학교에서 여러 실패를 하면 주는 보석.
많이 모으면 나쁜일이 일어난다.
레어 비즈(レアビジュー)
특별한 이벤트 시에 받는 보석.
무지개 다리(虹の橋)
리틀 페어리루의 일정한 장소에서만 볼 수 있는 화려하고 신비스러운 다리.
페어리루 체인지(フェアリルチェンジ)
그 페어리루들이 휴머루의 모습으로 변신.배가 고프거나 체력이 떨어지면 페어리루 체인지가 풀리는 경우가 있다.
버디(バディ)
강한 무리로 결성된 페어리루와 휴머루 한 쌍의 파트너/친구 관계.대표적으로
리프ㅡ지연우
해바라기ㅡ가은
바이올렛ㅡ연보라
로즈ㅡ길로운
린-지연희 
단테ㅡ한결 등이 있다.
페어리루와 인간의 연애(フェアリルと人間の恋愛)
페어리루와 인간이 사랑을 해서 맺어진 경우, 페어리루는 그 사람의 마음으로 사랑의 증표로 자신의 날개를 떨어뜨려야한다.
마법의 거울(魔法の鏡)
제2기에서 등장하는 마법의 아이템.
마법의 책(魔法の本)
제3기에서 나온 옛날의 마법사가 사용하던 마법 아이템. 부속의 마법의 펜듈럼을 들고 "리루리루 페어리루"라고 외치면 페어리루가 나타나서, 주창한 주인을 리틀 페어리루에 데리고 간다. 리틀 페어리루를 다녀온 뒤에는 거기서 생긴 일에 관한 페어리루 카드가 나타난다. 카드 점을 할 때에도 사용된다.

## 주역 / 주요 페어리루
릿프(りつぷ)/리프
성우 - 하나모리 유미리/조경이
색깔 -      분홍색
분홍색 튤립 페어리루로 착하고, 남을 생각하는 마음이 크며, 울음이 많다만 순수한 성격으로 휴머루로 변했을 때 이름은 하나사키 유미리 / 유미리. 빅 휴머루에서는 모두를 미소 짓게 하는 아이돌. 제 2기에서 아이돌의 팝 스테이지/아이돌 팝걸 무대에서 달성.어릴때는 씨앗의 문을 못 열었지만, 연우가 응원해준 덕분에 열었고, 그때부터 연우를 좋아하게 되었고, 연우와 다시 만나며, 그와 연인사이로 발전해 연우의 여친이자 버디가 되었다. 마법에 뛰어난 재능을 보이며, 성격도 좋다.
페어리루 마법은 프루프루 리프루/튤립튤립 튜리프.
스미레(すみれ)/바이올렛
성우 - 히다카 리나/윤아영
색깔 -      보라색
보라색 제비꽃 페어리루로 알뜰하고 조숙한 성격으로 멋을 내는 것을 좋아하기도 하고, 그림을 그리는 것과 옷도 잘 만든다.
그녀의 남친인 뿌야와 함께 주역이 되며 뿌야와 이야기하는 것은 어려워하고 있지만, 언제나 혼자 있는 뿌야를 만나 걱정하고 있으며, 그녀가 그의 옷을 디자인한 적도 있다. 그 이후에는 스미레/바이올렛의 뿌야에 대해서 호감을 보이고 있다.
페어리루 마법은 스미스미스미레/바이바이 바이올렛.
히마와리(ひまわり)/해바라기
성우 - 우치다 아야/이재현
색깔 -      노란색
노란색 해바라기 페어리루로 긍정적이고 상큼발랄한 성격으로 노래나 춤을 잘 추지만, 해바라기 페어리루여선지 빛이 없으면 무기력 하고 곧 쓰러진다. 단테와는 라이벌로 여러 가지 승부를 벌이고 있지만, 단테와 자신에 대한 사랑하는 마음을 알고 12화에서 연인 사이가 되며 가은이와 버디가 되었다.
페어리루 마법은 히마히마히마와리/해바해바 해바라기.
로즈(ローズ)/로즈
성우 - 쿠스다 아이나/이지현
색깔 -      빨간색
빨간색 장미 페어리루로 도도하고 차가운 성격으로 로즈가문/로즈 가는 대대로 격한 사랑을 하고 있지만, 본인은 아름다운 연애를 잘 못하며, 두근두근거리는 감정의 의미를 틀리거나 마법을 걸어지는 등 그에게 두근두근거리게 하려는 등 감각이 어긋나고 있었고 그 남친와 잔소리를 하게 되지만, 제 1기에서 남친인 로운을 만나고, 그에게 사랑을 하고 있으며 그와 연인사이로 로운의 여친.
페어리루 마법은 치쿠치쿠 로즈/가시콕콕 로즈.
린(りん)/린
성우 - 사토 사토미/박리나
색깔 -      하늘색
하늘색 용담 페어리루로 순수하고 청순미가 넘치는 성격으로 연우의 동생인 연희가 인간 세계에서 주운 그 페어리루 씨앗에서 태어났다. 페어리루 시드에서 오래 있어서 그런지 잠이 많다. 마법 약학이 뛰어나다.
머리색은 연한 푸른색이며 눈동자색은 파란색과 맑고 연한 푸른색의 눈동자에 일자 앞머리가 있는 긴 생머리를 하고 있다. 다른 페어리루들보다 1년 늦게 태어났고 리프의 남친 지연우의 동생 지연희와 버디 사이이다.
페어리루 마법은 스야스야 린린/새근새근 린린.
스피카(スピカ)/스피카
성우 - 오자와 아리/여윤미(2기 전반부, 중반부) → 정혜원
색깔 -      보라색 (     자홍색)
자주색과 자홍색 스피카 페어리루로 연한 남색빛의 유사 히메컷 머리가 특징.
리프의 선배이다. 트윙클 페어리루로 별동별을 만드는 일을 한다.
페어리루 마법은 피카피카 스피카.
올리브/올리브
성우 - 아베 아츠시/남도형(1기 전반부, 중반부, 후반부, 2기 후반부) → 신용우
올리브 페어리루로 신사적이고 시원시원한 성격을 가지고 있다. 페어리루 마스터 일을 돕고 있다. 꿈이 페어리루 마스터가 되는 것이다.
머리색은 연한 민트색이며 눈동자색은 민트색과 푸른색. 왕자/프린스같은 복장을 하고 있다. 인기가 많다.
페어리루 마법은 올리올리올리브/올리올리올리브.
단테/단테
성우 - 토요구치 메구미/여윤미
민들레 페어리루로 해바라기의 남친이자 올리브와 뿌야랑 절친, 히마와리/해바라기와 연인 사이로 해바라기의 남친.
페어리루 마법은 단단단테/단단단테.
카스미/뿌야
성우 - 스즈키 유토/홍범기
안개꽃 페어리루로  쿨하고 배려심이 있는 성격을 가지고 있다. 언제나 도서관에서 이야기를 쓰고 있다. 신비로운 분위기다.
엉겅퀴/아자미
성우 - 니시가키 유카/정혜원(1기 전반부, 중반부, 후반부, 2기 후반부) → 김명준
엉겅퀴 페어리루. 로즈의 남사친으로 성격이 시크하고 차도남같은 성격으로 로즈에게 잔소리를 듣게 된다. 로즈를 "누님"이라고 부르며 따른다.
아키아카네/고추잠자리
성우 - 우치다 아야 / 김율
고추잠자리 페어리루로 쾌활하고 당찬 성격으로 운동신경도 좋으며, 단테가 해바라기를 라이벌로 인정하지만 단테와 해바라기가 좋아하는 것에 인정하지 않는 것이 허영심이 강하다.
페어리루 마법은 아키아키아키아카네/고추고추고추잠자리.
글루미/히간
성우 - 시라이 유스케 / 이현
석산 페어리루로 데트와 마찬가지로 어두운 분위기와 괴상하고 시크한 미소를 띄우는 일이 많다. 연구를 열심히 하며, 빛만이 아니라 어둠을 아는 것도 필요하다는 사고방식을 가진 소유자. 어둠과 고독을 좋아하고 흑화한 소년같은 성격으로 올리브와는 사는 세계가 다르다고 생각하고 있지만, 나중에는 둘이 악수를 하게 되었으며 인정하게 되었다. 올리브처럼 페어리루 마스터가 되는게 꿈이다.
거베라/베라
성우 - 사토 사토미 / 박리나
제2기 37화에 첫 등장. 리프의 선배
윈드/원디
성우 - 쿠스다 아이나 / 이재현
제2기 37화에 첫 등장. 리프의 선배

## 그 외의 페어리루

### 플라워 페어리루
스즈&란/은이&방울
성우 - 히다카 리나 / 정혜원 & 방연지
은방울꽃 페어리루.
그림 그리는 것과 글 쓰는 것이 특기며 꿈은 만화가가 되는 것.속눈썹이 있는 쪽이 은,속눈썹이 없는 쪽이 방울.
사쿠라/체리
성우 - 오와다 히토미 / 김율
벚꽃 페어리루.
낮가리고 얌전한 성격이며 마법도 조금 못하지만, 꽃꽂이하는 것을 좋아하며 스타의 왕팬/스타의 연인사이로 스타의 여친.페어리루 비즈를 하나도 못 받았다.낮가림이 있어 학교 갈 때 빼고는 거의 집에 있는 듯.
페어리루 마법은 사케사케사쿠라/피어라피어라 벚꽃.
달리아/달리아
성우 - 오가사와라 사키 / 정혜원
달리아 페어리루.
화장이 특기.화장을 지우면 아무도 못 알아본다.
페어리루 마법은 달리달리달리아/달리달리달리아.
아지사이/레인지아
성우 - 쿠노 미사키 / 여윤미
수국 페어리루.
차분하고 꼼꼼한 성격으로 레인 데이의 시기가 되면 리틀 페어리루에 피는 수국의 꽃에 색을 넣는 일을 레이니와 함께 매년 맡고 있다.
페어리루 마법은 아지아지아지사이/레인레인 레인지아.
재스민/쟈스민
성우 - 와타야 미호 / 방연지
재스민 페어리루.
포포라는 이름을 가진 포와포와견을 기르고 있으며 꿈은 애완동물 미용사를 목표로 하고 있다.체육 선생님 호퍼코치를 존경하고 있다.
페어리루 마법은 재스재스재스민/쟈스쟈스쟈스민.

### 머메이드 페어리루
아코야/펄리
성우 : 토요구치 메구미 → 유즈키 료카(제37화 ~ 제47화) / 정혜원
머메이드 페어리루.
패션모델을 지망하며, 요가가 취미.
페어리루 마법은 아코아코아코야/퍼리퍼리펄리.
산고/코랄
성우 : 시모가마 치아키/ 방연지
머메이드 페어리루.
스트레스를 받으면 많이 먹어 살이 많이 찐다.
와카메/다시마
성우 : 오와다 히토미 / 여윤미
인어 페어리루.본명이 엘리자베스 다시마이기 때문에 엘리자베스라고 불리길 원한다.
펄리와 함께 패션 모델 지망. 제2기부터 메슈와의 연인사이로 메슈의 여친.
루카/루카
성우 - 쿠스다 아이나 / 윤아영
미스티/미스티
성우 - 니시가키 유카 / 김율
피쉬/피시
성우 : 아베 아츠시 / 홍범기
머리색은 밝은 갈색. 쿨하고 시원시원한 오빠같은 성격을 가지고 있다.
메슈/브릿지
성우 : 사쿠라이 토오루 / 이현
이름 그대로, 검은 머리에 금의 메슈/브릿지가 들어있으며 시크하고 차도남같은 성격.
펜/페리
성우 - 스즈키 유토 / 남도형

### 버섯 페어리루
베니텐구/피에로
성우 - 야베 마사히토 / 홍범기
광대버섯 페어리루. 항상 메모장을 가지고 있다. 여러 소문이나 특종 기사를 쓰고 있다.
야코/램프
성우 - 스즈키 유토 / 남도형
받침애주름버섯 페어리루.
도트의 남친으로 쿨하고 조용한 성격이며 항상 카메라를 가지고 걸으며, 아름다운 자연을 찍는 것을 좋아한다. 사진작가가 되는 것이 꿈.
도트와 연인사이로 도트의 남친.
킨시/균사
성우 - 아베 아츠시 / 이현
검은색 균사 페어리루.
호시/포자
성우 -  스즈키 유토 / 홍범기
포자 페어리루.
노코/머슈
성우 - 우치다 아야 / 방연지
멋쟁이 버섯 페어리루.
버섯 자매의 장녀이자 첫째딸. 자매 3명이서 카페를 열고 있다. 말버릇은 ~키.
페어리루 마법은 노코노코놋코/머수머수머슈.
돗토/도트
성우 - 미즈타니 시오리 → 노토 마미코 / 정혜원
멋쟁이 버섯 페어리루.
버섯 자매의 차녀이자 둘째딸. 취미는 독서. 카페에서는 조리사를 담당하고 있는 램프의 연인사이로 램프의 여친. 말버릇은 ~키.
페어리루 마법은 돗토도돗토/도트도트도트.
다케/송이
성우 - 와타나베 유이 / 김율
멋쟁이 버섯 페어리루.
버섯 자매의 막내이자 막내딸. 말버릇은 ~캉.
페어리루 마법은 다케다케다케/송이송이송이.
나메코/나두
성우 - 모리나가 치토세 / 여윤미
나도팽나무버섯 페어리루.
말버릇은 ~ 뀨. 버섯토끼를 매우 좋아하며 버섯토끼인 뽀슈뽀슈가 있다.
키노코우사기/뽀슈뽀슈
성우 - 하나모리 유미리 / 조경이
나두의 애완동물로 사랑스럽고 귀여운 외모를 가지고 있다.

### 곤충 페어리루
레이디/레이디
성우 - 오가사와라 사키 / 방연지
무당벌레 페어리루. 미용사가 꿈이며, 헤어 디자인에 흥미를 가지고 있다.바이올렛과 사이가 좋다.
시지미/지젤
성우 - 쿠로사와 토모요 / 여윤미
남방부전나비 페어리루. 플루트 연주에 흥미가 있다.로즈를 언니라고 부른다.사실상 자신에게 도움을 준 아이들은 모두 언니라고 부른다.
미루루/비비
성우 - 와타나베 유이 / 방연지
꿀벌 페어리루. 모두를 잘 도와주고 착실한 성격으로 꿀이 들어간 음식을 좋아한다.
스파이더
성우 - 시모가마 치아키 / 김율
거미 페어리루. 쿨하고 시크한 성격이며, 비 속으로의 외출은 좋아하지는 않는다. 흑마법에 관심이 있으며, 흑마녀가 되는 것.
페어리루 마법은 스파스파스파이더/스파스파스파이더.
호타루/반디
성우 - 쿠노 미사키 / 정혜원
반딧불이 페어리루. 어두운 곳에서조차 빛낼 수가 없는 자신이 콤플렉스이며, 단테의 여친인 해바라기를 동경하고 있다.
장수풍뎅이/투구뿔
성우 - 와타나베 유이 / 여윤미
장수풍뎅이 페어리루. 게임을 좋아한다는 꿈은 게임 크리에이터가 되어서 사슴뿔과 만든 게임을 리틀 페어리루에서 유행시키는 것.
투와/사슴뿔
성우 - 와타나베 유이 / 윤아영
사슴벌레 페어리루. 장수풍뎅이의 친구로 꿈은 게임 프로그래머이며, 투구뿔과 같이 만든 게임을 유행시키는 것.
카마키리/당랑
성우 - 시라이 유스케 / 홍범기
사마귀 페어리루.
꿈은 의사가 되는 것.
페어리루 마법은 카마카마카마키리/당랑당랑당랑.
시로/화이티
성우 - 아베 아츠시 / 김율
배추흰나비 페어리루. 단 음식을 좋아하며 꿈은 파티쉐가 되는 것.
아게하/랑비
성우 - 하나모리 유미리  / 김율
호랑나비 페어리루. 수이의 여간부.
제미/매미
성우 - 시라이 유스케  / 이현
매미 페어리루. 수이의 부하.
키리기리/귀뚜라미
성우 - 마스다 토시키  / 남도형
베짱이 페어리루. 수이의 부하.

### 꽃미모 페어리루
우츠본 (일본어: ウツボン) / 통풀
성우 - 오가사와라 사키 / 이지현
벌레잡이통풀 페어리루. 겁이 많고 울보.
하에토리 (일본어: ハエトリー) / 파리지오
성우 - 야베 마사히토 / 홍범기
파리지옥 페어리루. 그 무엇과도 하고 싶지 않는 귀찮니즘이 강한 성격.
오지기소 (일본어: おじぎそう) / 미모사
성우 - 하나에 나츠키
미모사 페어리루. 사양을 잘한 성격.
사보봉 (일본어: サボボン) / 선인장
성우 - 사쿠라이 토오루 / 남도형
선인장 페어리루.
그 가시가 아프기 때문에 모두가 거의 다가가지 않는다.
토라 (일본어: トラ) / 트라
성우 - 와타야 미호 / 여윤미
아모르포팔루스 티타눔 페어리루.
라플레 (일본어: ラフレ) 
성우 - 토요구치 메구미, 유즈키 료카(제37회 ~ 47회)/방연지
라플레시아 페어리루.
두리안 (일본어: ドリアン) 
성우 - 쿠노 미사키 / 이재현
두리안 페어리루.
존 메케 (일본어: 増田俊樹) 
성우 - 마스다 토시키 / 홍범기
제1기의 흑막이자 최종보스.

### 날씨 페어리루
스타/스타
성우 - 마스다 토시키 / 남도형
별 페어리루. 리틀 페어리루계의 인기 아이돌로 말버릇은 반짝!
페어리루 마법은 키라키라 스타/반짝반짝 스타.
선/써니
성우 - 사쿠라이 토오루 / 윤아영
태양 페어리루. 적극적이고 태양과 같은 소년같은 성격으로 써니가 웃으면 상쾌해지고 좋은 날씨가 되고 있으며 스타의 밴드에서는 드럼을 담당.
페어리루 마법은 선선샤인/선샤인써니.
쿠모모 / 구루미
성우 - 아베 아츠시 / 홍범기
구름 페어리루. 스타의 밴드에서는 키보드를 담당.
선더/썬더
성우 - 스즈키 유토 / 이현
번개 페어리루. 스타의 밴드에서는 기타를 담당.
레인보/레인보우
성우 - 히다카 리나 / 윤아영
무지개 페어리루. 오로라와 레이니, 스노우 그리고 노무의 친구.
오로라/오로라
성우 - 쿠로사와 토모요 / 여윤미
오로라 페어리루. 커튼을 잘 만들고 있지만 추위를 타고 있으며 언제나 옷을 많이 껴입고 있다. 레인보우와 레이니, 스노우와 노무의 친구.
아메미/레이니
성우 - 시모가마 치아키 / 정혜원
비 페어리루. 안경이 차밍 포인트이며 언제나 우산을 가지고 있다. 레인보우와 오로라, 스노우 그리고 노무의 친구.
페어리루 마법은 아메아메아메미/레이레이레이니!
오유키/스노우
성우 - 니시가키 유카 / 이재현
눈 페어리루. 언제나 껌을 부풀리고 있다.
노무/퍼기
성우 - 豊口めぐみ, 柚木涼香(제47회 ~ 제48회) / 조경이
안개 페어리루.

### 채소 페어리루
브로코/브로콜
성우 - 미네기시 케이 / 이재현
브로콜리 페어리루.
콜리프/카리코
성우 - 시라이 유스케 / 이재현
콜리플라워 페어리루.
야티/아티
성우 - 마스다 토시키 / 홍범기
아티초크 페어리루. 린의 남사친으로 외모가 린의 남친 올리브와 판박이 미소년.
타마짱/어니언
성우 - 시라이 유스케 / 윤아영
양파 페어리루. 엄청난 울보.
단사쿠/포테토
성우 - 마스다 토시키 / 남도형
단샤쿠 페어리루. 요술을 부릴 수 있는 소년.
캐럿/캐럿
성우 - 오와다 히토미 / 여윤미
당근의 페어리루.
페어리루 마법은 캐러캐러캐럿.
토마토/토마토
성우 - 쿠노 미사키 / 정혜원
토마토의 페어리루
페어리루 마법은 ‘토마토마토마토’.
콘/스콘
성우 - 쿠로사와 토모요 / 이지현
옥수수 페어리루. 덧니가 특징이며 외모가 그 모바일 게임의 최초의 악역이며 악녀인 조예지랑 판박이 소녀.
캐비지/캐비
성우 -니시가키 유카 / 김율
양배추 페어리루.
완두/완두
성우 - 우치다 아야 / 이재현
청완두 페어리루. 반디랑 판박이 소녀.
셀러리/셀러
성우 - 스즈키 유토 / 남도형
샐러드 페어리루.

### 후르츠 페어리루
링고 / 애플
성우 : 사토 사토미 / 김연우
사과의 페어리루 소녀.빅 휴머루에서 아이돌로 활약중.
레몬 / 레몬
성우 : 히다카 리나 / 임윤선
레몬의 페어리루 소녀.빅 휴머루에서 아이돌로 활약중.
모모 / 피치
성우 : 우치다 아야 / 정유정
복숭아의 페어리루. 빅 휴머루에서 아이돌로 활약중.
블루베리 / 블루베리
성우 : 쿠스다 아이나 / 윤아영
블루베리의 페어리루. 판타스틱 주스의 매니저.
자쿠로 / 석류
성우 : 하나모리 유미리 / 박리나
석류의 페어리루.마계에 관심이 많다.
남자로 착각될지 모르지만 사실 여자이다.
삿쿠&란보 / 체리&버찌
성우 : 노토 마미코 / 이보희
버찌의 페어리루.
스트로베리 / 스트로베리
성우 : 마스다 토시키 / 윤용식 → 남도형
딸기의 페어리루. 외모가 그 워너원 멤버들 중에 박지훈.
파인/ 파인
성우 : 코바야시 유스케 / 김명준
파인애플의 페어리루. 모습은 그 외국영화에서 온 할리퀸의 연인이자 남친인 조커.
스위티 / 스위티
성우 : 시라이 유스케 / 남도형
스위티의 페어리루. 그 모습은 가은이의 남친인 이안.

### 트윙클 페어리루
선배 페어리루. 마법을 사용할 때 주문은 리루리루 페어리루 트윙클.
시리우스/시리우스
성우 - 오키츠 카즈유키 / 김혜성
시리우스 페어리루.
스피카와 연인사이로 스피카의 남친.
프로키온/프로키온
성우 - 요나가 츠바사 / 안현서 → 남도형
프로키온 페어리루.
시리우스의 절친.
베가/베가
성우 - 히다카 리나 / 김필진
직녀성 페어리루.
암전하고 친절한 성격.

### 수호신 페어리루
페어리루 구거,페어리루 셀레네
리틀 페어리루에서 일어나는 모든 일들을 모조리 
알고 있다.

### 레전드 페어리루
페어리루 골 / 페어리루 마스터
성우 - 시라이 유스케 / 이현.
모든 페어리루들을 총괄하는 존재. 일부가 그 이름을 개인적인 것 이외에 입에 담는 것은 적으며 그의 어린 시절에는 상당한 장난을 좋아했지만 다소 자기 도취적이고 깔끔한 면도 있다. 본명은 렌.
페어리루 마지 / 페어리루 마지
성우 - 토요구치 메구미 / 여윤미.
페어리루 스쿨의 교장 선생님. 페어리루 마스터와는 소꿉친구로 연인사이이자 페어리루 마스터의 여사친. 본명은 소니아.
키라라/핑크콘
성우 - 오가사와라 사키  / 방연지
유니콘 페어리루. 쌍둥이 남매이며 블루콘의 누나. 언제나 페어리루 마스터와 페어리루 마지의 곁에 있다.
유라라/블루콘
성우 - 와타나베 유이  / 정혜원
유니콘 페어리루. 쌍둥이 남매이며, 핑크콘의 남동생. 언제나 페어리루 마스터와 페어리루 마지의 곁에 있다.
봇쿠리 선생/솔방울 선생님
성우 - 야베 마사히토  / 남도형
솔방울 페어리루. 페어리루 스쿨의 마법학과 선생님. 작은 페어리루이면서도 가장 강대한 마법력을 가지고 있으며 교육이 열심이여서 화내면 굉장하고 무서운 성격을 가지고 있지만 아내인 포린을 가장 소중하다고 생각하고 있다.
페어리루 마법은 보쿠보쿠봇쿠리/솔방솔방솔방울.
오마츠 상/포린
성우 - 와타야 미호 / 이재현
솔방울의 페어리루. 솔방울 선생님의 아내이며 솔방울 선생님과는 부부 사이가 좋으며 상냥하고 다정한 성격을 가지고 있다.
페어리루 마법은 마츠마츠오마츠/포포포포포린
고양이 부인/야옹 선생님
성우 - 쿠스다 아이나 / 김율
고양이의 페어리루. 페어리루 스쿨의 염동력이나 점학과 선생님.
레온 선생/레온 선생님
성우 - 아베 아츠시 / 남도형
카멜레온의 페어리루. 변신학과를 담당. 겉보기에는 화장이 짙은 여성 같지만, 그의 정체는 아무도 모른다. 투명해지는 것 외에, 성별체형 상관없이 여러 모습으로 자유롭게 변신을 할 수 있으며 인간의 세계에서 얻었다고 생각하는 지식에 의한 여러 코스튬을 한 여성의 모습(미소녀, 여학생, 꽃미녀, 아이돌(여), 패션모델(여), 패션 디자이너(여), 스튜어디스(여), 발레리나, 무용수(여), 신부(여), 교생선생님(여) 외)과 남성 모습(미소년, 꽃미남, 아이돌(남), 남학생, 패션모델(남), 패션 디자이너(남), 발레리노, 남성 무용수, 신랑(남), 교생선생님(남), 공익 선생님 외)도 있다.
킨교 선생 / 금붕어 선생님
성우 - 小笠原早紀 / 방연지
금붕어 페어리루. 연애학과를 담당. 페어리루 마스터와 페어리루 마지보다도 좀 더 연상이지만, 먼 옛날에 금지된 사랑에 빠져버리며, 그 벌로 어린이의 모습으로 모습이 바뀌어버렸다.
페어리루 마법은 ‘교교교킨교’.
포와와/포와와
성우 - 쿠노 미사키 / 여윤미 → 정혜원
포와포와견 페어리루. 리프의 파트너. 그 모습이 귀여운 강아지처럼 똑같다.
포와리자/포와리자
성우 - 쿠노 미사키 / ???
포와포와견의 페어리루. 몸 색은 핑크색이며, 장미를 곁인 리본을 하고 있다.
포포/포포
성우 - 하나모리 유미리 / ???
포와포와견의 페어리루. 몸 색은 보라색.
사라라/그린콘
성우 - 시라이 유스케 / 이재현
유니콘 페어리루. 갈기와 꼬리가 연두색이며 린의 남사친인 아티의 파트너.
우라라/퍼플콘
성우 - 와타야 미호 / 조경이
유니콘 페어리루. 갈기와 꼬리가 연보라색이며 린의 남친인 올리브의 파트너.
호퍼/호퍼
성우 - 마스다 토시키 / 홍범기
메뚜기 페어리루. 페어리루 마스터와는 절친. 버블리루에 패퇴가 이어지는 플라워 페어리루 일행에게 버블리루의 휼륭함을 전할 수 있을 만한 페어리루 마지에게 불려서 리틀 페어리루에 초대받았으며 예전에는 버블리루의 유망 선수였지만 레전드의 비극에 의해서 은퇴를 했으며, 그 후에는 피하는 듯한 리틀 페어리루를 떠나고, 인간 세계/인간세상 에서는 축구 선수.
페어리루 마스터와의 관계가 특히 악화된 모습은 없어도 현재로도 친구 사이이며 현재 그의 외관은 젊은 남자의 모습을 하고 있지만, 페어리루 마스터와는 동기로 제1기부터 자스민과 연인사이.
해피/해피
성우 - 모리나가 치토세 / ???
페어리루 비즈의 제작자의 딸로 데트와의 친한 친구이자 이름대로 언제나 양기로 밝고 생기넘치는 소녀같은 성격으로 주변에 해피를 흩뿌리고 있다.
데드/데트
성우 - 마스다 토시키 / 홍범기
데트와르 비즈 제작자의 아들로 해피와의 친한 친구이자 가장 말이 없고 잘 웃지않은 소녀같은 성격이며 주변으로부터 종종 오해를 받지만 눈매를 숨길 정도로 긴 머리카락은 때때로 해피가 스트레스 해소의 도구로 사용하고 있다.
오후쿠상/빼미 선생님
성우 - 타나카 마나미
올빼미 페어리루.
레어 비즈 작가.
안츄사/안츄사
성우 - 西墻由香 / 김현심
쇠서풀 페어리루. 그 어둠의 숲을 지배하는 마녀. 페어리루 마스터이나 페어리루 마지와 동기이며, 그들과 동등하거나 더욱다 강대한 마력을 가졌다.
예전에 휴머루의 시온과 버디가 되고 더욱 더 연인사이가 됐지만, 시온은 갑자기 자신을 떠났다. 그 때문에 휴머루를 강하게 미워하고 있다. 자신과 같이 처음부터 자력으로 페어리루 체인지를 성공시키거나 리프에게 주목해서 그녀의 앞에 나타나며, 휴머루에게 조심하라고 충고한다. 그 후에는 리프와 로즈를 빅 휴머루로 보내는 등 그녀들의 사랑을 후회할까 하는 행동도 취하지만, 내심에서는 그 사랑을 이룬다고는 생각하지 않으며 그 두 사람이 빅 휴머루를 미워하게 되는 것을 바라고 있었고 버디/친구 + 연인이 되려고 했던 리프와 지연우를 방해했지만 시온이 자신을 떠날 수 밖에 없었던 사정을 뒤늦게 알게 되고, 자신이 저지른 행동을 후회한다. 제2기(마법의 거울)에서는 어둠의 마법학과 교수.
카나리아/카나리아
성우 - 興津和幸 / 홍범기
카나리아 페어리루. 합창학과 선생님.
잭/잭
성우 - 이토 카나에 / 김새해(극장판, 중반부, 2기 후반부, 3기 후반부)
호박 페어리루.
페어리루 마법은 핼러핼러핼러윈/할로할로할로윈.
히이 (일본어: ひい) / 트리
성우 - 마스다 토시키 / ???
호랑가시나무 페어리루.
라기 (일본어: らぎ) / 크리
성우 - 코바야시 유스케]] / ???
호랑가시나무 페어리루.
산타 / 산타 클로스
성우 - 오키츠 카즈유키 / ???
크리스마스 페어리루. 산타 크로스로 리틀 페어리루와 빅 휴멀의 두 곳에서 선물을 나눠주고 있다. 본래 모습은 긴 머리이며 날씬한 체형의 청년.
미스터 미믹/미스터 부엉
성우 - 시라이 유스케 / 남도형
올빼미 페어리루.
미세스 세르반/미세스 세르반
성우 - 토요구치 메구미 / 정혜원 → 임은정
매지컬 페어리루 스쿨의 기숙사 감독으로 미스터 부엉과는 부부.
오카모상/오리 쉐프
성우 - 히다카 리나 / 방연지
매지컬 페어리루 스쿨의 기숙사생의 건강과 균형잡힌 식사를 당담.
머시 교수/머슈 교수님
성우 - 야베 마사히토 / 홍범기
버섯 페어리루. 마법약학과의 선생님.
아루 선생 / 앨 선생님
성우 - 마스다 토시키 / 민승우
어둠의 마법학과 선생님. 전에는 안츄사의 거부에도 불구하고 안츄사를 다시 짝사랑을 하고 있다.
수이 / 테리
성우 - 시라이 유스케  / 이현
본 작의 흑막이자 최종보스. 제2기 37화에서 첫 등장. 그의 이유는 알 수 없으나 페어리루 마스터를 미워하고 있는 듯. 한동안 얼굴이 공개되지 않다가 42화에서 드디어 얼굴이 공개되었는데 페어리루 마스터와 매우 닮았으며 쌍둥이 형제인 듯.
가드니아 / 가드니아
성우 - 난죠 요시노 / 여민정 → 박리나
페어리루 디바. 노래로 페어리루들의 상처를 치유해준다. 제 2기에서 가드니아가 건강이 안좋아져 리프에게 페어리루 디바자리를 주지만 51화(마지막화)에서 가드니아가 리프의 노래로 치유되자 다시 페어리루 디바로 활동하게 된다.
스타티스(スターチス)/스타티스
성우 : 호리에 슌/임은정 → 정혜원
스타티스의 페어리루. 가드니아를 보호하는 역할을 맡고 있다.
페어리루 구거,페어리루 셀레네
리틀 페어리루를 수호하고,지킨다.
리틀 페어리루에서 일어나는 일은 거의 다
알고 있다고 한다. 이들은 <마법의 펜듈럼>
시리즈에서 등장하며,휴머루인 앨리스에게
페어리루 구거가 펜듈럼을 팔았던 사람이라고 의심된다.

## 인간
- 하나무라 노조무(花村望) / 지연우/ 로프

성우 : 하나에 나츠키 / 이지현(1기 전반부, 중반부) → 김명준.
이 작품의 남주인공으로 연희의 오빠이자 페어리루 연구가를 꿈꾸고 목표로 하는 중학교 1학년생 → 중학교 2학년생(14세 → 15세).
오베론이라는 점박이 무늬를 가진 베이지색의 토끼를 기르고 있다. 학교에서는 공부도 운동도 잘하는 모범생/미소년. 자상하고 의젓한 성격으로 여학생들에게 인기가 많다.
제1기의 전반부의 미니 코너인 오늘의 페어리루에서는 페어리루들의 소개를 담당하고 있다.
- 하나무라 카렌(花村かれん) / 지연희

성우 : 노토 마미코 / 이보희
이 작품의 여주인공으로 연우의 여동생이며 여리고 순수미가 넘치는 성격으로 자상하고 의젓한 오빠인 연우와 같이 페어리루를 매우 좋아하는 미소녀.
오베론과 비슷한 밍키라는 동화속에 호수처럼 맑고 신비스러운 오드아이 눈을 가진 페르시아 고양이를 키우고 있다. 그 마법의 거울을 가지고 페어리루로 변신할 수도 있다.
제2기의 후반부의 미니 코너인 오늘의 페어리루와 판타스틱 페어리루 운세에서 페어리루의 해설을 하고 있다.
- 하나조노 아리스(花園ありす)/앨리스

성우 - 이와이 에미리/방연지
색깔 -      레몬색 (     분홍색)
이 작품의 여주인공. 벛꽃동산학원에 다니는 중학교 1학년의 미소녀로 사람과 얘기하는 것을 어려워하는 전학생이자 언니의 마리는 밝은 우등생이라서 자신과 비교한 적도 있었다. 우연히 들른 잡화점에서 마법의 펜듈럼과 마법의 책을 발견해서 릿프와 스피카를 만났고 리틀 페어리루로 가게 되었고, 이 만남에서 남과 이야기할 용기를 갖추고부터 이후에는 빅 휴머루과 리틀 페어리루를 오가며 마법의 책에서 출현했던 페어리루 카드를 모으지만 동급생의 은우에게 호감을 갖고 있다.
그림 잘 그리고 페어리루 그림책 작가가 되는 꿈을 갖게 되었다.
- 하나조노 마리에(花園マリエ)/마리

성우 - 히다카 리나
앨리스의 언니. 학교에서는 모두가 동경하는 우등생의 미소녀. 학생회에 소속되어 있다. 9화에서 앨리스에게 "너 지각하면 안 돼"라고 말한 걸 보면 앨리스를 잘 챙겨주는 듯 하다. 까친 성격은 아니지만 그 모습이 러브 라이브! 선샤인!!의 쿠로사와 다이아와 같다.
하나조노 에마
성우 - 토요구치 메구미
앨리스와 마리의 어머니.
나나미 나기사/리사
성우 - 사토 사토미
앨리스의 첫번째 친구. 한번 앨리스와 싸운 적이 있지만 후에 화해했다. 같은 학교 선배를 좋아하고 있다. 제15화에서 페어리루의 존재를 알게된다.
쵸기 쿠루미/유미
성우 - 우치다 아야
앨리스와 리사의 두번째 친구. 제15화때 나기사와 마찬가지로 페어리루의 존재를 알게된다.
쿠사노 미츠키/은우
성우 - 마스다 토시키/김율
앨리스와 같은 중학교에 다니는 소년. 앨리스는 그를 좋아하고 있다.
- 하나무라 리라(花村リラ) / 유화림

성우 - 와타야 미호 / 김율
연남매인 연우와 연희의 할머니이며, 세계적으로 유명한 화가. 보통은 프랑스에서 살고 있으며, 일본에 별장을 가지고 있다. 아이돌 유미리의 정체가 릿프/리프 라는것을 안다.
연남매인 연우와 연희가 페어리루에 흥미를 가진 계기가 된 존재.
미호 / 미소
성우 - 아카사키 치나츠 / 김새해
지연우의 소꿉친구. 기가 세고 도도한 성격으로 페어리루의 존재를 믿지 않았지만, 연우가 자신이 만난 페어리루는 착하고 귀여웠다는 말을 듣고 이후 생각이 바뀌어 현재는 지연우가 리프와 한 번 더 만날 수 있게 응원하고 있다.
카자마 유토 / 길로운
성우 - 코바야시 유스케 / 홍범기
천재 바이올리니스트 꽃미남계의 청년. 화림의 일본 별장 근처에 그의 친부모 별장이 있으며, 어린시절에는 리라의 별장에도 놀러갔다.
포르테라는 래브라도 리트리버를 기르고 있다. 시크하고 차갑지만 쿨하고 시원시원한 성격이며 로즈와 제1기부터 연인사이이며 로즈의 남친.
아오바 유카리 / 연보라
성우 - 타카하시 미나미 / 정혜원
하나무라 리라/유화림의 제자로 바이올렛의 버디이자 자신이 디자인 옷이나 액세서리를 파는 옷가게의 주인아며 유화림의 영향도 있고 페어리루 존재를 믿고 있다.
에리 / 엘리
성우 - 모리나가 치토세 /방연지
오빠인 연우와 언니인 연희의 집 가까운 곳에 사는 소녀.
쿠스노키 하루토 / 한결
성우 - 와타야 미호 / 방연지
제42화부터 등장한 소년으로 소꿉친구인 가은이가 마음에 걸리지만, 울게 해버리는 일도 종종 있다.
인간계에 날아온 단테를 발견하고, 처음에는 가은이에게 보이기 위해서 단테를 어항에 가둬버렸다. 사정을 안 단테가 협력을 요청했고 돕기 때문에 해방해서 그 후에는 사이가 좋아졌으며, 제51화에서 버디가 됐다.
- 사쿠라바 카노(桜庭カノ) / 가은

성우 - 쿠노 미사키 / 정혜원
제42화부터 등장한 소녀로 한결이의 소꿉친구이며, 페어리루를 좋아하는 소녀. 인간계로 날아온 해바라기와 만나서 친구가 됐으며, 제51화에서 버디가 되었다.
시온 / 시온
성우 - 마지마 준지 / 김혜성
안츄사의 버디였던 청년.

## 다른 작품에서 등장한 등장인물
루비/루비
성우 - 사이토 아야카 / 안현서
전작의 쥬얼펫에 나오는 캐릭터. 제47화에 등장. 쥬얼랜드의 주인. 루아와 라브라가 크리스마스 파티 선물을 둘러싸고 마법으로 싸워서, 시공의 그녀로 날아와서 라브라와 함께 리틀 페어리루로 도착했다.
러브라/라브라
성우 - 사와시로 미유키 / 김필진
전작의 쥬얼펫에 나오는 캐릭터. 제47화에 등장. 쥬얼랜드의 주인. 루비와 루아가 크리스마스 파티 선물을 둘러싸고 마법으로 싸워서, 시공의 그녀로 날아와서 루비와 함께 리틀 페어리루로 도착했다.

## 성우진

### 주역

#### 숲의 요정 페어리루
- 리프 : 조경이
- 해바라기 : 이재현
- 바이올렛 : 윤아영
- 로즈 : 이지현
- 린 : 박리나
- 올리브 : 남도형
- 뿌야 : 홍범기
- 단테 / 페어리루 마지 : 여윤미
- 엉겅퀴 : 정혜원
- 페어리루 마스터 : 이현
- 코스모스: 신용우
- 제비꽃: 엄상현

#### 쥬얼 펫
- 루비 : 안현서
- 라브라 : 김필진

### 악역
- 안츄사 : 김현심

### 인간
- 지연우 : 이지현
- 지연희 : 이보희
- 유화림 : 김율
- 연보라 / 가은 : 정혜원
- 한결 / 앨리스 : 방연지
- 길로운 : 홍범기
- 아빠/가은 아버지: 엄상현
- 엄마/가은 어머니: 김은아
- 한결 어머니: 여민정
- 한결 아버지: 신용우

## TV 애니메이션
《숲의 요정 페어리루: 마법의 문》은 2016년 2월 6일부터 2017년 3월 25일까지 TV 도쿄 계열에서 방송한 TV 애니메이션이다. 한국에서는 2017년 5월 5일에 사전 방영을 했으며, 같은 해인 5월 23일부터 매주 월요일과 화요일 오후 6시에 디즈니 채널에서 방영하고 있다. 그외에도 디즈니 주니어, KBS 키즈, 재능 TV, 카툰네트워크, 부메랑 등에서도 방영되었다. 시청등급은 전체관람가지만 KBS 키즈한정으로 7세관람가이다.
방영 시작 1주일 전인 1월 30일에는 특별 방송 《쥬얼 펫, 꿈과 두근두근 스페셜: 리루리루 페어리루란 무엇!?》을 방송했다.
전 프로그램이였던 《쥬얼 펫 매지컬 체인지》에 이어서 스튜디오 딘이 제작을 담당, 제작위원회의 일부의 참가 기획도 동명의 작품으로부터 속투하고 있는 것 외에 방송 시간대도 쥬얼 펫 시리즈(제2기 이후)부터 이어갔지만, 2016년 4월부터는 방송 시간을 변경해서 네트워크 세일즈 시간대로 이동, 토요일 아침 9시 30분도 네트워크 세일즈 시간대로 변경이 된다.
본편은 기본적으로 1회 두 가지 에피소드로 구성되지만, 이야기에 따라서는 하나의 에피소드로만 구성되기도 한다. 연우에 의한 나레이션→OP→제공 크레딧→광고→A 파트→아이 캐치→광고→B 파트→ED→노조무의 오늘의 페어리루 소개→광고→다음화 예고→제공 크레딧의 순서가 된다. 자막 방송을 실시하고 있다. 2017년 2월 15일 공식 트위터에서 제2기 《리루리루 페어리루: 마법의 거울》의 시작을 알렸으며, 2017년 4월 7일부터 TV 도쿄 계열에서 방송중이다. 방송 날짜는 금요일 오후 5시 55분에서 오후 6시 25분으로 변경된다. 본편의 구성은 제1기와 마찬가지이지만 아방 타이틀과 페어리루 소개 나래이션이 지연우에서 지연희로 변경.

### 스태프
- 원작 - 산리오, 세가토이즈
- 감독 - 고조 사쿠라→이마나카 나나, 고조 사쿠라(제2기)[3]
- 시리즈 구성 - 마츠이 아야(제1기)→오모데 아케미(제2기)[3]
- 캐릭터 디자인 - 야마구치 니시치[3]
- 서브 캐릭터 디자인 - 쿠로카와 아유미, 카메타니 쿄코, 오노 카나코(제2기)
- 미술 감독 - 니시쿠라 치카라[3]
- 색채 설정 - 카츠라기 이마리[3]
- 촬영 감독 - 카와구치 마사유키[3]
- 3D 감독 - 하마무라 토시로
- 편집 - 마츠무라 마사히로[3]
- 음향 감독 - 야마모토 히로시[3]
- 음악 - 츠루사키 코이치, 이와사키 류이치, 이케자키 켄(제1화 ~ 제33화)
- 음악 제작- 드라이브[3]
- 프로듀서 - 요시노 아야(제1화 ~ 제23화)→우메츠 사토시(제24화 ~ ), 미야자키 나호코, 오노 료스케(제1화 ~ 제23화)→카지와라 고(제24화 ~ )
- 애니메이션 프로듀서 - 이치오카 다이스케
- 애니메이션 제작 - 스튜디오 딘[3]
- 제작 - TV 도쿄, TV 도쿄 미디어넷, 리루리루 페어리루 제작위원회[주 1](제1기 : AT-X, 산리오, 스튜디오 딘, 세가 토이즈, 소츠, DAX 프로덕션, TV 오사카, TV 도쿄 미디어 넷)[2]→(제2기 : AT-X, 카논, 산리오, 스튜디오 딘, 세가 토이즈, 소츠, TV 오사카, TV 도쿄 미디어 넷)[3]

### 주제가

#### 1기
여는 노래 (오프닝)
『Brand New Days 』( EMI Records Japan )
작사 - 후지야바시 쇼코 / 작곡・편곡 - Beom&Nang / 노래 - 에이핑크
닫는 노래 (엔딩)
『리루리루 원더풀 걸!!』
작사 - 코마다 사오리 / 작곡・편곡 - 이시즈카 레이 / 노래 - 하나모리 유미리, 쿠스다 아이나, 우치다 아야, 히다카 리나
삽입곡
『꿈의 문』（제 30화 ~ ）
작사・작곡 - 츠루사키 키이치 / 노래 - 하나모리 유미리

#### 2기
여는 노래 (오프닝)
「파피푸페PON!」
노래 - 에이핑크
삽입곡
「재생의 노래」
노래 - 하나모리 유미리, 난죠 요시노

#### 3기
여는 노래 (오프닝)
「가르쳐줘 마법의 펜듈럼」
작곡ㆍ작사ㆍ편곡 - 유유 / 노래 - 릿프, 스피카(하나모리 유미리, 오자와 아리)
닫는 노래 (엔딩)
「"좋아해"의 형태」
작곡ㆍ작사ㆍ편곡 - 유유 / 노래 - 릿프(하나모리 유미리)
삽입곡
「Sing the 페어리루 song」 (제 18화)
노래 - 릿프, 스피카, 로즈, 히마와리, 스미레, 가드니아, 쥴리, 하나조노 아리스(하나모리 유미리, 오자와 아리, 사토 사토미, 쿠스다 아이나, 우치다 아야, 히다카 리나, 난죠 요시노, 코바야시 유스케, 이와이 에미리)

### 방영 목록
- 방송 일자는 디즈니주니어 방영일을 기준으로 합니다.

#### 제1기
| 회차   | 방영제목                                                                    | 오늘의 페어리루             | 방영일           |
| ------ | --------------------------------------------------------------------------- | --------------------------- | ---------------- |
| 제1회  | 튤립 페어리루의 탄생! 세인트 페어리루 스쿨의 첫 수업                        | 리프                        | 2017년 5월 22일  |
| 제2회  | 꽃다발 집! 플라워 페어리루의 마을 해바라기와 바이올렛, 페어리루 마법에 성공 | 포와포와견                  | 2017년 5월 22일  |
| 제3회  | 로즈, 슬럼프에 빠지다! 모두가 해바라기를 좋아해                             | 해바라기                    | 2017년 5월 23일  |
| 제4회  | 너무나 아름다운 우리들 핑크콘과 블루콘, 열심히 할게요~                      | 핑크콘과 블루콘             | 2017년 5월 29일  |
| 제5회  | 바이올렛과 비와 오래된 편지! 버섯 자매는 부끄럼쟁이                         | 바이올렛                    | 2017년 5월 29일  |
| 제6회  | 은방울과 리프의 금지된 모험! 새로운 경쟁자!? 머메이드 페어리루              | 은과 방울                   | 2017년 5월 30일  |
| 제7회  | 마법 시험! 문은 어디에 있지?                                                | 로즈                        | 2017년 6월 5일   |
| 제8회  | 페어리루 페스티벌! 피어나라, 벚꽃                                           | 체리                        | 2017년 6월 5일   |
| 제9회  | 로즈가 정말 좋아! 페어리루 이스터                                           | 솔방울 선생님과 포린 선생님 | 2017년 6월 6일   |
| 제10회 | 날개를 잃은 페어리루 꿈을 위한 미용실을 열다                                | 레이디                      | 2017년 6월 12일  |
| 제11회 | 리루리루 버블리루 레온 선생님의 변신학                                      | 레온 선생님                 | 2017년 6월 12일  |
| 제12회 | 이 두근거림은 뭐지!? 격하게 아름다운 우리들~                                | 단테                        | 2017년 6월 13일  |
| 제13회 | 특종! 램피에로 신문 페어리루 문의 건너편                                    | 피에로와 램프               | 2017년 6월 19일  |
| 제14회 | 금붕어 선생님의 연애학 할머니의 추억                                        | 페어리루 마스터             | 2017년 6월 19일  |
| 제15회 | 빅 휴머루에서 온 코치, 버블리루 결전!                                       | 호퍼                        | 2017년 6월 20일  |
| 제16회 | 신비로운 뿌야 페어리루 사탕 소통                                            | 뿌야                        | 2017년 6월 26일  |
| 제17회 | 사랑이라는 건 뭘까? 단테 VS 고추잠자리, 유니콘 경주 대결                    | 고추잠자리                  | 2017년 6월 26일  |
| 제18회 | 오늘부터 레인데이! 꽃미모 댄스로 뷰티풀~!                                   | 통풀                        | 2017년 6월 27일  |
| 제19회 | 레인지아의 알록달록 마법 맛있는 채소요리 대결!                              | 레인지아                    | 2017년 7월 3일   |
| 제20회 | 애완동물 장기자랑 대회 엉겅퀴와 로즈 누님!?                                 | 엉겅퀴                      | 2017년 7월 3일   |
| 제21회 | 체험학습! 장소는 빅 휴머루!? 페어리루 체인지로 휴머루로 변신!               | 페어리루 마지               | 2017년 7월 4일   |
| 제22회 | 드디어 빅 휴머루로!                                                         | 자스민                      | 2017년 7월 10일  |
| 제23회 | 위험천만한 빅 휴머루!                                                       | 투구뿔과 사슴뿔             | 2017년 7월 10일  |
| 제24회 | 멋진 옷가게에 가다 연우를 만나고 싶어                                       | 금붕어 선생님               | 2017년 7월 11일  |
| 제25회 | 투구뿔과 사슴뿔의 꿈 스타☆, 밤하늘 무대                                     | 스타                        | 2017년 10월 23일 |
| 제26회 | 균사의 고민 상담실 씨켄트 성의 초대                                         | 균사와 포자                 | 2017년 10월 24일 |
| 제27회 | 맑고 똑똑하고 아름답게! 고대 유적 대모험!                                   | 지젤                        | 2017년 10월 30일 |
| 제28회 | 돌아온 두리안! 맛있는 음식을 만들어라! 두리안                               | 두리안                      | 2017년 10월 31일 |
| 제29회 | 포와포와 여름 캠프! 올리브의 눈물                                           | 올리브                      | 2017년 11월 6일  |
| 제30회 | 운명의 페어리루 문 나 아이돌이 될래, 리루!                                  | 안츄사                      | 2017년 11월 7일  |
| 제31회 | 세인트 페어리루 스쿨의 직원 회의                                            | 야옹 선생님                 | 2017년 11월 13일 |
| 제32회 | 스파이더의 흑마술! 밝혀라! 비즈의 비밀!?                                    | 해피, 빼미 선생님, 데트     | 2017년 11월 14일 |
| 제33회 | 버섯 시스터즈의 자매 싸움이다키! 토마토와 당근, 드셔보세요!                 | 머슈, 도트, 송이            | 2017년 11월 20일 |
| 제34회 | 바이올렛의 패션쇼!                                                          | 펄리                        | 2017년 11월 21일 |
| 제35회 | 결전! 유니콘 레이스! 올리브와 글루미! 둘만의 모험!                          | 글루미                      | 2017년 11월 27일 |
| 제36회 | 휴머루와 페어리루는 사랑할 수 없는거야?                                     | 달리아                      | 2017년 11월 28일 |
| 제37회 | 다 같이 노래하자! 카나리아 선생님의 합창학! 교가를 만들자!                  | 카나리아 선생님             | 2017년 12월 4일  |
| 제38회 | 둘은 채소 개그 콤비! 레어 비즈의 수호자! 빼미 선생님!                       | 콜리프와 브로코             | 2017년 12월 5일  |
| 제39회 | 리틀 페어리루의 핼러윈 나이트 빅 휴머루의 해피 핼러윈                       | 잭                          | 2017년 12월 11일 |
| 제40회 | 페어리루 하우스에 오신 걸 환영합니다 사랑의 히어로! 꽃미모 파이브!          | 파리지오, 미모사, 선인장    | 2017년 12월 12일 |
| 제41회 | 당랑이여, 큰 뜻을 품어라! 페어리루 감사절                                   | 당랑과 화이티               | 2017년 12월 18일 |
| 제42회 | 해바라기와 단테, 빅 휴머루에!                                               | 반디                        | 2017년 12월 19일 |
| 제43회 | 페어리루와 놀자!? 마법의 패드! 펄리, 모델 데뷔!                             | 피시와 브릿지               | 2017년 12월 25일 |
| 제44회 | 오로라, 꿈의 커튼! 힘내라, 호퍼! 프로포즈 대작전!?                          | 오로라                      | 2017년 12월 26일 |
| 제45회 | 크리스마스 스타를 만들자!                                                   | 스피카                      | 미방영           |
| 제46회 | 힘내요! 산타의 제자들이브의 기적! 리프의 선물                               | 크리와 트리                 | 미방영           |
| 제47회 | 쥬얼펫! 마법의 나라에서 온 손님                                             | 산타                        | 미방영           |
| 제48회 | 셀러리와 퍼기, 은반 위의 만남!스노우의 친구                                 | 스노우                      | 2018년 1월 1일   |
| 제49회 | 대위기! 모두 아기로 변해 버렸어!                                            | 나두와 버섯토끼             | 2018년 1월 2일   |
| 제50회 | 꿈의 페어리루 문첫 버디 탄생                                                | 비비와 스파이더             | 2018년 1월 8일   |
| 제51회 | 올리브의 결심해바라기와 단테, 새로운 인연                                   | 미스티, 루카, 펜            | 2018년 1월 9일   |
| 제52회 | 설령 이루어지지 않는 사랑일지라도...                                        | 토마토와 캐롯               | 2018년 1월 15일  |
| 제53회 | 리틀 페어리루의 밸런타인 데이처음이자 마지막!? 리프의 밸런타인              | 코랄과 다시마               | 2018년 1월 16일  |
| 제54회 | 포기하지 않아! 리프, 꿈을 향한 도전!                                        | 포테토, 어니언, 캐비지      | 2018년 1월 22일  |
| 제55회 | 지키고 싶어! 이어진 둘의 마음                                               | 썬더와 구루미               | 2018년 1월 23일  |
| 제56회 | 멀어지는 세계와 운명의 둘!                                                  | 써니와 레이니               | 2018년 1월 29일  |
| 제57회 | 빅 휴머루의 위기, 페어리루 따윈 없어!                                       | 콘, 아티, 셀러리, 완두      | 2018년 1월 30일  |
| 제58회 | 리루리루 페어리루! 안츄사의 꽃말!                                           | 퍼기와 레인보우             | 2018년 2월 5일   |
| 제59회 | 다 같이 페어리루 어워드!                                                    | 트라와 라플레               | 2018년 2월 6일   |

#### 제2기
- 미니 코너 종류
  - 배 - 배워봐요 페어리루 아카데미
  - 오 - 오늘 페어리루
  - 유 - 유미리의 페어돌 파스텔 키스
  - 판 - 판타스틱 페어리루 운세

| 회차   | 방영제목                                                                 | 미니 코너 | 미니 코너                   | 방영일           |
| 회차   | 방영제목                                                                 | 종류      | 주제                        | 방영일           |
| ------ | ------------------------------------------------------------------------ | --------- | --------------------------- | ---------------- |
| 제1회  | 새로운 친구!! 새로운 인연!!                                              | 배        | 페어리루 열쇠               | 2018년 5월 26일  |
| 제2회  | 새학기가 시작됐어!                                                       | 배        | 마법의 거울                 | 2018년 5월 26일  |
| 제3회  | 페어리루 마법약학, 무슈 교수님 등장!린! 처음 맞은 휴일!                  | 오        | 린                          | 2018년 6월 2일   |
| 제4회  | 친구가 될 수 있을까? 연희의 두근두근 새학기!                             | 배        | 버디                        | 2018년 6월 2일   |
| 제5회  | 무서워! 어둠의 마법학 선생님!기숙사의 밤은 불가사의 투성이!              | 기타      | 금붕어 선생님의 방          | 2018년 6월 9일   |
| 제6회  | 데뷔! 페어돌 유미리!                                                     | 유        | 남극의 펭귄씨               | 2018년 6월 9일   |
| 제7회  | 마법 재봉학, 시프 선생님 등장!존 메케의 개그학 수업에 오신 걸 환영합니다 | 기타      | 존 메케 선생님의 개그학     | 2018년 6월 16일  |
| 제8회  | 린이 붙잡혔다!?                                                          | 배        | 페어리루 문                 | 2018년 6월 16일  |
| 제9회  | 마법의 거울로 영혼 체인지!                                               | 기타      | 마법의 거울로 오늘의 변신   | 2018년 6월 23일  |
| 제10회 | 비밀의 파자마 파티!마법 대결!? 돌아온 토리와 바미                        | 배        | 마법 재봉학                 | 2018년 6월 23일  |
| 제11회 | 컬러풀 매지컬 피코크!무서운 사감 선생님, 미세스 세르반!                  | 오        | 린                          | 2018년 6월 30일  |
| 제12회 | 펄리의 마음! 꿈을 이루는 도넛!                                           | 기타      | 도레미 도넛 만드는 방법     | 2018년 6월 30일  |
| 제13회 | 페어리루 열쇠로 하늘을 날자!                                             | 배        | 에어 스틱                   | 2018년 7월 7일   |
| 제14회 | 별에게 소원을!올리브의 수행                                              | 배        | 트윙클 페어리루             | 2018년 7월 7일   |
| 제15회 | 너에게 보내는 음악                                                       | 유        | 양배추 왕국의 양배추 공주님 | 2018년 7월 14일  |
| 제16회 | 마법의 거울로 커져버렸어!                                                | 유        | 장래의 꿈                   | 2018년 7월 14일  |
| 제17회 | 페어리루 열쇠와 버디의 마법                                              | 배        | 매지컬 페어리루 스쿨        | 2018년 7월 21일  |
| 제18회 | 빅 휴머루에서 버섯 카페를 해보자, 키!                                    | 기타      | 버섯 자매의 침묵 쿠킹       | 2018년 7월 21일  |
| 제19회 | 쥬얼 랜드에서 리루리루 페어리루! 쥬얼 플래시!                            | 기타      | 쥬얼펫들의 좌담회           | 2018년 7월 28일  |
| 제20회 | 연희의 첫 여름 캠프!                                                     | 기타      | 리틀 페어리루의 진귀한 생물 | 2018년 7월 28일  |
| 제21회 | 연우의 학교에 가자!                                                      | 기타      | 리프와 유미리의 자기소개    | 2018년 8월 4일   |
| 제22회 | 페어리루 티아라에 마음을 담아서!                                         | 배        | 페어리루 티아라             | 2018년 8월 4일   |
| 제23회 | 시간 여행이 준 선물                                                      | 배        | 선생님들의 어린 시절 모습   | 2018년 8월 11일  |
| 제24회 | 잠자는 공주 린                                                           | 배        | 매지컬 페어리루 스쿨의 시설 | 2018년 8월 11일  |
| 제25회 | 날 수 없게 됐어!                                                         | 배        | 페어리루의 날개             | 2018년 9월 29일  |
| 제26회 | 매지컬 앨범으로 추억을 남기자!                                           | 배        | 매지컬 앨범                 | 2018년 9월 29일  |
| 제27회 | 아이돌이 가득! 후르츠 섬!사랑에 빠진 아이돌! 러브 소라게 획득 대 작전?   | 기타      | 페어돌의 비밀               | 2018년 10월 6일  |
| 제28회 | 안경 선생님의 페어리루 역사학비단이 선배님과 고민 상담 대결!             | 오        | 비단이                      | 2018년 10월 6일  |
| 제29회 | 연희의 꿈, 할머니의 오래전 약속                                          | 오        | 안경 선생님                 | 2018년 10월 13일 |
| 제30회 | 장난을 배우자! 뱀파이어 핼러윈                                           | 오        | 반                          | 2018년 10월 13일 |
| 제31회 | 추억의 멜로디                                                            | 배        | 페어리루의 종족별 특징      | 2018년 10월 20일 |
| 제32회 | 행복해지자! 실키의 비단천!매지컬 페어리루 스쿨의 학예회!                 | 오        | 실키                        | 2018년 10월 20일 |
| 제33회 | 별 세계학, 도라 선생님 등장스파이더의 무서운 흑마술!                     | 배        | 도라 선생님                 | 2018년 10월 27일 |
| 제34회 | 야옹 선생님의 결혼식단테와 한결이, 사나이의 약속!                        | 판        | 린의 꿈                     | 2018년 10월 27일 |
| 제35회 | 코랄의 다이어트 대작전!꿈 속의 디바                                      | 판        | 리프의 꿈                   | 2018년 11월 3일  |
| 제36회 | 빙글빙글 매지컬 대굴대굴 알!                                             | 판        | 린의 꿈                     | 2018년 11월 3일  |
| 제37회 | 연우의 꿈, 리프의 망설임                                                 | 판        | 린의 꿈                     | 2018년 11월 10일 |
| 제38회 | 모두가 탐정! 사라진 디저트를 찾아라!연우의 버디 교류회                   | 오        | 거베라와 윈디               | 2018년 11월 10일 |
| 제39회 | 랑비 3인조, 리틀 페어리루에...                                           | 오        | 스타티스                    | 2018년 11월 17일 |
| 제40회 | 연희와 친구들의 그림연극재생의 노래, 바다와 별들과 꽃들과 꿈들이...      | 기타      | 바이올렛이 만든 린의 옷     | 2018년 11월 17일 |
| 제41회 | 리프의 결심, 페어리루 디바가 될래!                                       | 배        | 페어리루 디바               | 2018년 11월 24일 |
| 제42회 | 안녕, 유미리! 눈물의 라스트 라이브!                                      | 배        | 재생의 노래                 | 2018년 11월 24일 |
| 제43회 | 마법의 거울을 뺏겼어!                                                    | 배        | 레전드 페어리루             | 2018년 12월 1일  |
| 제44회 | 마음속의 비밀의 문                                                       | 배        | 버디                        | 2018년 12월 1일  |
| 제45회 | 연우의 결심, 다가오는 불안                                               | 오        | 랑비, 매미, 귀뚜라미        | 2018년 12월 8일  |
| 제46회 | 테리의 절망, 연우의 희망                                                 | 오        | 테리                        | 2018년 12월 8일  |
| 제47회 | 닿아라, 재생의 노래! 리프와 연우의 인연                                  | -         | (없음)                      | 2018년 12월 15일 |
| 제48회 | 닿아라! 하늘을 나는 합창 콩쿠르!깊어지는 우정! 마법 생물 사육학          | 오        | 리저드                      | 2018년 12월 15일 |
| 제49회 | 메리 페어리루 크리스마스                                                 | 판        | 린의 꿈                     | 2018년 12월 22일 |
| 제50회 | 자이언트 No.1을 정해라!?투구뿔과 사슴뿔의 꿈의 게임                      | 판        | 채소 페어리루들             | 2018년 12월 29일 |
| 제51회 | 골드 비즈리스트를 향해서!                                                | 배        | 리루 스포츠                 | 2018년 12월 29일 |

#### 제3기
| 회차   | 방영제목                  | 점의 시간 | 점의 시간                      | 방영일          |
| 회차   | 방영제목                  | 설명자    | 카드                           | 방영일          |
| ------ | ------------------------- | --------- | ------------------------------ | --------------- |
| 제1회  | 친구가 될 수 있을까?      | 앨리스    | 눈부신 만남                    | 2019년 2월 9일  |
| 제2회  | 친구들 앞에서 말 못 해!   | 스피카    | 너라면 할 수 있어!             | 2019년 2월 9일  |
| 제3회  | 공부 같은 건 하기 싫어!   | 린        | 노력은 열매를 맺을거야!        | 2019년 2월 16일 |
| 제4회  | 좋아한다는 건 뭘까?       | 로즈      | 그것은 사랑이야!               | 2019년 2월 16일 |
| 제5회  | 비 오는 날은 심심해!      | 해바라기  | 멋진 나날                      | 2019년 2월 23일 |
| 제6회  | 멋쟁이가 되고 싶어!       | 바이올렛  | 너는 멋져                      | 2019년 2월 23일 |
| 제7회  | 모두랑 다른건 이상한거야? | 안츄사    | 너는 빛나고 있다               | 2019년 3월 2일  |
| 제8회  | 솔직해지지 못해서         | 리프      | 자신의 감정에 솔직해지자!      | 2019년 3월 2일  |
| 제9회  | 울면 안 돼!               | 린        | 때로는 울어도 괜찮아           | 2019년 3월 9일  |
| 제10회 | 하기 싫은 일이 있어       | 해바라기  | 도전해 보자!                   | 2019년 3월 9일  |
| 제11회 | 싸워버렸어!               | 호퍼      | 용기를 내서 한 걸음 내딛어보자 | 2019년 3월 9일  |

## 극장판

### 극장판 숲의 요정 페어리루 ~크리스마스의 기적: 마법의 날개~
크리스마스에 나타난 쥬얼펫 루비,라베라!
이 둘과 함께 크리스마스를 즐겁게 보내는 이야기

## CD · DVD
여는 곡 테마
Brand New Days
발매일 : 2016년 3월 23일
통상판 외에, 한정판 A는 CD+DVD+펜 파우치, 한정판 B는 CD+DVD, 한정판 C는 픽처 라벨 사양으로 동시 발매.
통상판, 한정판 모두 트레이딩 카드 총7종 중에서 1종을 랜덤으로 봉입
닫는 곡 테마
key of life(싱글 CD 〈사랑한다면 베이베-EP〉(恋したらベイベー-EP)에 수록)
발매일 : 2016년 5월 25일
통상판 외에, 한정판 A, B 모두 CD+DVD 동봉으로 동시 발매
깔깔 참참참!(ケラケラあっちむいてホイ!)
발매일 : 2016년 7월 6일
통상판과 CD+DVD 동봉된 한정판 동시 발매.

## 서적(애니메이션)
쇼가쿠칸
리루리루 페어리루요정의 문(틀린 그림 찾기)(リルリルフェアリル〜妖精のドア〜 (知育ちがいさがしブック))
리루리루 페어리루요정의 문(애니메이션 슈퍼 백과)(リルリルフェアリル〜妖精のドア〜 (アニメ超ひゃっか))
발매일 : 2016년 7월 6일
리루리루 페어리루요정의 문 실북 (통째로 실북 DX)(リルリルフェアリル〜妖精のドア〜 シールブック (まるごとシールブックDX))
발매일 : 2016년 9월 14일

## 방영 시간
| TV 도쿄 토요 9:30 시간대                                                       | TV 도쿄 토요 9:30 시간대                                                                                 | TV 도쿄 토요 9:30 시간대                                                         |
| 이전 작품                                                                      | 작품명                                                                                                   | 다음 작품                                                                        |
| ------------------------------------------------------------------------------ | --- | -------------------------------------------------------------------------------- |
| 쥬얼 펫 매지컬 체인지 (2015년 4월 4일 ~ 12월 26일) ※이 방송까지 쥬얼 펫 시리즈 | 리루리루 페어리루: 요정의 문 (제1화 ~ 제8화) (2016년 2월 6일 ~ 3월 26일) 【여기까지 로컬 세일즈 시간대】 | 레고 닌자고 (2016년 4월 2일 ~ ) 【여기서부터 네트워크 세일즈, 레고 타임 시간대】 |
| TV 도쿄계열 토요 10:00 시간대                                                  | |                                                                                  |
| 요괴워치 몬게셀렉션즈라! (2015년 10월 3일 ~ 2016년 3월 26일)                   | 리루리루 페어리루: 요정의 문 (제9화 ~ ) (2016년 4월 2일 ~ )                                              | -                                                                                |

### 내용주
1. ↑  제작 크레딧 상으로는 괄호 안의 기업과 함께 비표시.
2. ↑  타이틀 명인 〈key of life〉의 싱글 CD의 발매는 없다.
3. ↑  한정판 A의 DVD에는 1. 서머타임러브(サマータイムラブ), 2. oh yeah!!, 3. baby I love you, 4. GHOST PARTY, 5. LISTEN TO THE MUSIC, 6. Saturday night to Sunday mornin. 한정판 B의 DVD에는 1.사랑한다면 베이베 (뮤직 비디오), 2.사랑한다면 베이베 (베이킹 필름)이 수록되어 있다

### 참조주
1. ↑  세가토이즈, 산리오 공동 캐릭터 프로젝트 제2탄! 새로운 캐릭터 ‘리루리루 페리어루’가 탄생. 초등학생 여아용으로 상품화, TV 애니메이션화 결정!
2. 1 2  “新テレビアニメ『リルリルフェアリル～妖精のドア～』 2016 年 2 月よりテレビ東京他にて放送スタート！” [새로운 TV 애니메이션 《리루리루 페어리루: 요정의 도어》 2016년 2월부터 TV 도쿄 등에서 방송 시작!]. 《세가 제품정보 사이트》. 세가 홀딩즈. 2016년 2월 3일. 2016년 4월 9일에 확인함.
3. 1 2 3 4 5 6 7 8 9 10 11  “佐藤聡美さん『リルリルフェアリル』第2シーズンに新キャラ役で出演決定！　4月7日より放送スタート” [사토 사토미 씨 “리루리루 페어리루” 제2기 시즌에 새 캐릭터 역으로 출연 결정! 4월 7일부터 방송 시작]. 애니메 타임즈. 2017년 3월 2일. 2017년 3월 2일에 확인함.